# Illescas
Pour les articles homonymes, voir Illescas (Uruguay).
Illescas est une commune d'Espagne de la province de Tolède dans la communauté autonome de Castille-La Manche.

## Personnalité
- Andrés de Oviedo (1518-1577), jésuite espagnol et patriarche d'Éthiopie est né à Illescas.

## Administration
| Période                                  | Période | Identité | Étiquette | Qualité |
| ---------------------------------------- | ------- | -------- | --------- | ------- |
|                                          |         |          |           |         |
| Les données manquantes sont à compléter. |         |          |           |         |

## Culture
Illescas est célèbre pour sa chapelle Notre-Dame-de-la-Charité qui abrite des tableaux du Greco.